# Manon delle sorgenti
Manon delle sorgenti è un film del 1986 diretto da Claude Berri.
Non è un remake dell'omonimo film del 1952 Manon delle sorgenti (Manon des sources), ma un film tratto dalla seconda parte del romanzo in due parti L'eau des collines, profondo rimaneggiamento della sceneggiatura del film. Nel film di Pagnol, Manon des sources è la prima parte, la seconda parte si intitola Ugolin. Nel film di Berri invece si seguono le indicazioni del romanzo. È quindi errato parlare di remake, perché si tratta di opere molto diverse.
Il film è il seguito di Jean de Florette. I due film sono spesso presentati insieme, poiché Manon delle sorgenti sviluppa i personaggi e continua la trama del precedente, portando a conclusione gli elementi irrisolti nel primo film.
La trama potrebbe richiamare per alcuni aspetti la storia di Bernadette di Lourdes, la quale, seguendo le istruzioni datele durante una apparizione da Maria, portò alla luce una sorgente d'acqua.

## Trama
Seguendo gli eventi di Jean de Florette, Manon, la figlia di Jean, vive sulle colline della Treille, in una grotta nei pressi di Les Romarins, la fattoria che fu di proprietà del padre. Da questa fattoria lei e la madre erano state costrette ad andarsene, perché su questa gravava un'ipoteca per i debiti contratti da Jean de Florette, morto nel tentativo di scavare un pozzo per trovare l'acqua di cui la fattoria era priva.
In realtà una sorgente era presente nella sua tenuta, ma Ugolin Soubeyran, spinto dallo zio César - da lui chiamato Papet -, l'aveva ostruita per poter impedire a Jean di vivere degnamente nella tenuta ereditata dalla madre Florette.
Subito dopo aver preso possesso della fattoria, César e Ugolin avevano immediatamente riaperto la sorgente, fingendo di cercarla come dei rabdomanti. Manon non sa nulla della verità, che invece era nota a molti nel paese, ma subodora l'inganno e per questo da allora detesta sia Ugolin che César.
Lei vive con un'anziana coppia, che le insegna a vivere nella campagna, prendendosi cura di un gregge di capre e tendendo trappole a lepri e uccelli. A Les Romarins Ugolin Soubeyran ha avviato insieme allo zio una promettente attività di coltivazione di garofani grazie all'acqua fornita dalla sorgente che aveva in precedenza ostruito  per riuscire a comprare le proprietà di Jean a una cifra irrisoria.
Dopo aver seguito Manon e averla vista bagnarsi nuda in un ruscello, Ugolin se ne innamora pazzamente. Lei però non solo non prova nessuna simpatia per lui, che ritiene  responsabile della morte del padre, ma ha sempre provato disgusto per la sua bruttezza e la sua ignoranza. Manon ha invece una certa istruzione, perché ama la lettura, avendo appreso molto dal padre, una persona piena di interessi. Manon inoltre ha conosciuto il maestro del paese, giunto da poco, giovane e educato, estraneo alle piccinerie e alla grettezza degli altri abitanti del paesello.
Un giorno Manon ascolta il dialogo di due paesani e viene così a conoscenza della verità. Capisce quindi che tanti in paese sapevano, ma non avevano parlato temendo la potenza della famiglia Soubeyran o perché consideravano Jean uno straniero, che veniva dal paese di Crespin, da sempre mal visto. Durante la ricerca di una capra caduta in un crepaccio nei pressi del villaggio, Manon scopre il fiume sotterraneo che fornisce l'acqua alla sorgente a cui attingono le fattorie e la fontana del villaggio. Decide allora di fermarne il flusso con fango e rocce per vendicarsi dei Soubeyran e degli abitanti che hanno permesso, con il loro silenzio, la morte di suo padre.
La mancanza d'acqua porta alla disperazione gli abitanti del villaggio. Un ingegnere non riesce a risolvere il problema, mentre il parroco del paese nella predica domenicale afferma che Dio ha forse voluto punire il paese per il delitto di una persona o per il silenzio di molti, o per i peccati di tutti. Il discorso turba soprattutto Ugolin, che si sente direttamente coinvolto. Durante un aperitivo offerto dal maestro per il suo compleanno, un contadino viene a supplicare Manon affinché partecipi alla processione del giorno dopo, organizzata per favorire il ritorno dell'acqua. Anche Ugolin la supplica visto che, in mancanza d'acqua, i suoi garofani andranno perduti.
Manon accusa pubblicamente César e Ugolin di avere rubato l'acqua di suo padre e che non pregherà mai per loro. I paesani iniziano ad ammettere la complicità nella persecuzione di Jean, che non accettarono per il fatto di essere straniero e per la sua deformità fisica.
César invoca la sua innocenza, ma un testimone oculare conferma il suo crimine. Ugolin fa una disperata proposta di matrimonio a Manon, ma l'odio nei suoi occhi è evidente. Allora Ugolin fugge disperato, mentre César cerca invano di discolparsi e accusa i paesani di essere ugualmente responsabili della morte di Jean, perché pur sapendo non dissero nulla.
Ugolin si uccide impiccandosi a un albero, come aveva già fatto suo padre.
Gli abitanti del villaggio fanno appello a Manon perché prenda parte alla processione religiosa fino alla fonte del villaggio, nella speranza che il riconoscimento collettivo dell'ingiustizia ripristini il regolare flusso della sorgente. Con l'aiuto di Bernard Manon toglie l'ostruzione posta al fiume sotterraneo, e l'acqua giunge al villaggio proprio nel momento in cui la processione sopraggiunge alla fonte. Manon si sposa con l'insegnante Bernard.
Nel frattempo, la perdita di Ugolin ha distrutto César. Delphine, una vecchia cieca che da tempo è sua conoscente, torna al villaggio e racconta al vecchio come Florette, che era stata la sua amante, gli avesse scritto mentre lui era soldato in Africa per informarlo che era padre del bambino che portava in grembo. Lui non aveva risposto, perché la lettera non era mai arrivata. Lei allora aveva tentato di abortire, senza riuscirci. Poi aveva abbandonato il paese e si era sposata con un fabbro di Crispin. Il bambino era nato, ma gobbo a causa delle conseguenze dei tentativi di interruzione della gravidanza.
César capisce di avere ucciso il figlio che aveva sempre desiderato. Lui non s'era mai più sposato proprio per la delusione di sapere che la donna che aveva amato si era sposata con un altro: Manon è dunque sua nipote. Distrutto e senza più alcuna volontà di vivere, César muore nel sonno, dopo avere lasciato una lettera in cui confessa tutto a Manon e la lascia erede di tutti i suoi beni, compresa una quantità incredibile di Luigi d'oro, il tesoro che la famiglia aveva accumulato in un secolo.

## Riconoscimenti
- 1988 - Premio BAFTA
  - Candidatura a Miglior film straniero (Francia)
- 1987 - Premio César
  - Migliore attrice non protagonista a Emmanuelle Béart
  - Candidatura per il Miglior manifesto a Michel Jouin
- 1987 - National Board of Review Awards
  - Miglior film straniero (Francia)
- 1988 - Kansas City Film Critics Circle Awards
  - Miglior film straniero (Francia)